# Newaj
Der Newaj ist der linke Quellfluss und Hauptquellfluss des Parwan in den indischen Bundesstaaten Madhya Pradesh und Rajasthan. 
Der Newaj entspringt auf einer Höhe von 634 m im Tehsil Astha im Distrikt Sehore in Madhya Pradesh. Sein Quellgebiet liegt am Nordhang des Vindhyagebirges. Der Fluss strömt in überwiegend nördlicher Richtung. Am Oberlauf liegt die Kleinstadt Jawar. Sein wichtigster Nebenfluss, der Dudhi, mündet rechtsseitig in den Fluss. Der Newaj fließt später westlich an der Stadt Shujalpur sowie an der Kleinstadt Talen vorbei. Er passiert die Städte Pachore und Rajgarh. Nach 205 Kilometern erreicht der Fluss Rajasthan und vereinigt sich 15 Kilometer später mit dem von Osten heranströmenden Ghorapachhar zum Parwan.  
Der Newaj hat eine Länge von 220 Kilometern. Er entwässert ein Areal von 4372 Quadratkilometern.